# 深堀骨
深堀骨（ふかぼり ほね、1966年 -）は、日本の小説家。

## 略歴
森下一仁の「空想小説ワークショップ」、都筑道夫の「創作講座」を受講していた。その後創元推理倶楽部分科会に参加。SRの会会員である。
1992年に『蚯蚓、赤ん坊、あるいは砂糖水の沼』で第三回ハヤカワ・ミステリ・コンテスト佳作に入選。2003年には『アマチャ・ズルチャ 柴刈天神前風土記』でバカミス大賞を受賞した。

## 作風
古今東西の映画・テレビドラマ・CM作品が深堀に大きな影響を与えており、特に時代劇を彼は好む。エッセイ「俺はつけ鼻に弱い」（『SFマガジン』2003年10月号所収）において、作風に影響を与えた映像作品の紹介がなされている。また夏目漱石の『吾輩は猫である』に影響を受けたことを、インタビュー「不二家のネクターって、時々無性に飲みたくなるじゃん？」で語っている 。
夢野久作の影響を、本人は否定している。

## 著作リスト

### 書籍
- 『アマチャ・ズルチャ　柴刈天神前風土記』（2003年8月、早川書房）
  - 【地場産業】
    - 『バフ熱』SFマガジン 1999年9月号

  - 【交通手段】
    - 『蚯蚓、赤ん坊、あるいは砂糖水の沼』ミステリマガジン 1992年11月号

  - 【裏社会】
    - 『隠密行動』SFマガジン 2002年5月号

  - 【植生】
    - 『若松岩松教授のかくも驚くべき冒険』ミステリマガジン 1993年11月号

  - 【隠れた名店】
    - 『飛び小母さん』SFマガジン 2001年7月号

  - 【環境衛生】
    - 『愛の陥穽』SFマガジン 2000年4月号、5月号

  - 【風俗、若しくは芸能、若しくは別の何か】
    - 『トップレス獅子舞考』ミステリマガジン 1996年11月号、森下一仁のホームページで公開中

  - 【歴史】
    - 『闇鍋奉行』（書き下ろし）

  - 『後書き、のようなもの～いい木を見る』
- 『腿太郎伝説(人呼んで、腿伝)』（2023年2月、左右社）

### 雑誌掲載作品など
- 時雨蛤日記（ミステリマガジン 1993年2月号）
- 岩松岩松教授の倫敦消息（ミステリマガジン 1995年2月号）
- 歌丸大将軍の砲兵隊 又は「なぎら健壱の『世界平和』」（SFマガジン2003年1月号）
- さいざんす（SFマガジン2003年3月号）
- 夫と妻の小粋な会話（SFマガジン2003年10月号）
- シンクロナイズド坂（SFマガジン2005年5月号）
- <乳首の長い女ブーム>に異議あり（SFマガジン2005年11月号）
- 白熊座の女は真夏の夜にここぞとばかり舌を鳴らす（文藝ネット 自由図書館）
- 日本怪談全集（SFマガジン2010年10月号）
- 卵の私（SFマガジン2011年10月号）
- 逆毛のトメ (『群像』第69巻第2号、2014年2月 → 『変愛小説集 日本作家編』岸本佐知子編、講談社、2014年9月)
- 廿日鼢と人間（SFマガジン2014年3月号）
- 鈴木電機店繁盛記 (『群像』第69巻第10号、2014年10月)
- 匍匐前進 (『群像』第69巻第10号、2014年10月)
- ミユキと俺とルドルフと (『トラベシア』Vol.1、2016年8月)
- セントミアリーメイドの永遠の処女 (『トラベシア』Vol.2、2017年6月)
- 臍の緒 (『トラベシア』Vol.3、2018年5月)
- 人喰い☆頭の体操 (『惑星と口笛ブックス』、2018年8月)
- 獅子河馬部考(素骨) (『トラベシア』Vol.4、2019年6月)

### アンソロジー収録作品
- 「人食い身の上相談」 (『ヒドゥン・オーサーズ Hidden Authors』西崎憲 編、惑星と口笛ブックス（電子出版）、2017年5月)

### エッセイ
- 俺はつけ鼻に弱い（SFマガジン2003年10月号）
- 限りなく泥に近いドロドロ、されど植木等・「横溝正史の鬼火・仮面の男と湖泥の女」（「横溝正史研究 2」、2010年8月、戎光祥出版）

### 解説
- アガサ・クリスティー「死が最後にやってくる」（2004年4月、ハヤカワ文庫）